# Гастелум, Келвин
Келвин Гастелум (англ. Kelvin Gastelum; 24 октября 1991, Сан-Хосе) — американский боец смешанного стиля, представитель средней и полусредней весовых категорий. Выступает на профессиональном уровне начиная с 2010 года, известен по участию в турнирах бойцовской организации UFC, победитель семнадцатого сезона бойцовского реалити-шоу The Ultimate Fighter.

## Биография
Келвин Гастелум родился 24 октября 1991 года в Сан-Хосе, штат Калифорния, имеет мексиканские корни. Ещё в детстве переехал на постоянное жительство в Аризону, во время учёбы в старшей школе в городе Юма серьёзно занимался борьбой, становился чемпионом штата среди школьников. Затем поступил в Колледж Северного Айдахо, но отучился только один год, решив стать профессиональным бойцом. В течение некоторого времени работал кредитным агентом, однако впоследствии уволился, чтобы полностью посвятить себя тренировкам.

### Начало профессиональной карьеры
Дебютировал в смешанных единоборствах на профессиональном уровне в декабре 2010 года, заставив своего соперника сдаться во втором раунде. Первое время дрался в Мексике, затем стал выступать на домашних аренах в Аризоне, отметился на турнирах таких промоушенов как Desert Rage Full Contact Fighting, Cage Rage, Rage in the Cage. В течение полутора лет одержал в общей сложности пять побед, не потерпев ни одного поражения, причём все свои поединки заканчивал досрочно нокаутом или сдачей.

### The Ultimate Fighter
Благодаря череде удачных выступлений в 2013 году Гастелум получил приглашение на участие в семнадцатом сезоне популярного бойцовского реалити-шоу The Ultimate Fighter, посвящённом бойцам среднего веса. В отборочном поединке выиграл единогласным решением у Кито Эндрюса и был выбран последним в команду Чейла Соннена.
На предварительном этапе его соперником стал Роберт Макдэниел. Перед началом боя Соннен получил звонок от чемпионки UFC в легчайшем весе Ронды Раузи, которая пожелала Гастелуму победы в предстоящем поединке и пообещала прийти потренироваться в их зал в том случае, если он победит. Гастелум победил во втором раунде, применив удушающий приём сзади. Затем на стадии четвертьфиналов за 33 секунды нокаутировал Коллина Харта, тогда как в полуфинале с помощью удушающего приёма в первом же раунде остановил Джоша Саммана, главного фаворита шоу из команды Джона Джонса — этот приём был признан лучшим приёмом всего сезона.

### Ultimate Fighting Championship
Пробившись в финал TUF, Гастелум дебютировал на турнире крупнейшей бойцовской организации мира Ultimate Fighting Championship и выступил в решающем бою реалити-шоу, где его соперником стал товарищ по команде Юрая Холл. Специалисты отдавали предпочтение более опытному Холлу, но Гастелум оказал ему серьёзное сопротивление и в тяжёлом бою выиграл раздельным судейским решением. Позже в интервью Ариэлю Хелвани он сообщил, что намерен спуститься в полусреднюю весовую категорию, так как в прошедшем поединке слишком явно чувствовалась разница в габаритах бойцов.
В полусреднем весе должен был встретиться с Паулу Тиагу, но тот травмировал колено, и в соперники ему дали Брайана Меланкона, которого он победил удушающим приёмом сзади в первом же раунде. Готовился к бою с Кортом Макги, соперник отказался от поединка из-за травмы, и Гастелум попросил себе в оппоненты Рика Стори — в сравнительно равном бою выиграл у него раздельным судейским решением.
Перед поединком с представителем Швеции Нико Мусоке Келвин Гастелум не смог уложиться в лимит полусредней весовой категории и вынужден был отдать сопернику 20 % своего гонорара. При этом сам поединок он выиграл единогласным решением. Далее в соглавном событии вечера встретился с соотечественником Джейком Элленбергером и победил его удушением сзади, получив попутно бонус за лучшее выступление вечера. Кроме того, по итогам 2014 года он был награждён премией World MMA Awards в номинации «Прорыв года».
Первое в профессиональной карьере поражение потерпел в январе 2015 года в поединке Тайроном Вудли, будущим чемпионом организации. Гастелум вновь провалил взвешивание и по итогам трёх раундов проиграл раздельным решением. В послематчевом интервью с Джо Роганом Вудли сказал, что не примет 30 % гонорара, полагающиеся ему за превышение лимита полусреднего веса, так как поражение уже является достаточным наказанием для Гастелума. В свою очередь, президент UFC Дэйна Уайт настоял на том, чтобы спортсмен вернулся в среднюю весовую категорию.
Келвин вернулся в средний вес и техническим нокаутом победил Нейта Марквардта — в перерыве между вторым третьим раундами его секундант объявил об отказе от продолжения боя. Далее он в качестве тренера принял участие во втором латиноамериканском сезоне The Ultimate Fighter, в финальном турнире шоу должен был встретиться с Мэттом Брауном, но тот травмировал лодыжку, и ему на замену поставили Нила Магни — Гастелум на сей раз благополучно уложился в лимит полусреднего веса и проиграл раздельным решением, заработав, при всём при том, бонус за лучший бой вечера. Ему в соперники прочили Кайла Ноука, однако из-за травмы он отказался от этого боя.
На юбилейном турнире UFC 200 в июле 2016 года Гастелум провёл бой с бывшим чемпионом организации Джони Хендриксом — на сей раз его соперник провалил взвешивание, после чего уступил ему единогласным решением судей. Был запланирован большой бой с Дональдом Серроне, но Гастелум в очередной раз не уложился в свою весовую категорию, даже не явившись на взвешивание. Дэйна Уайт заявил в связи с этим, что больше никогда не позволит ему драться в полусреднем весе.
Вернувшись в среднюю весовую категорию, техническим нокаутом победил Тима Кеннеди, который после этого принял решение завершить карьеру бойца. В марте 2017 года вышел в октагон против бразильского ветерана Витора Белфорта и тоже выиграл у него досрочно, проведя результативную серию ударов — по итогам боя удостоен награды за лучшее выступление вечера.
Гастелум должен был встретиться с Андерсоном Силвой в июне 2017 года на турнире UFC 212, но был снят с боя в связи с положительным тестом на метаболиты марихуаны.

## Награды и достижения
Ultimate Fighting Championship
- - Победитель Ultimate Fighter 17
  - Обладатель премии «Лучший бой вечера» (пять раз) против Нила Мэгни, Роналдо Соузы, Исраэля Адесаньи, Роберта Уиттакера и Криса Кертиса
  - Обладатель премии «Бой года» против Исраэля Адесаньи
  - Обладатель премии «Выступление вечера» (три раза) против Джейка Элленбергера, Витора Белфорта и Майкла Биспинга

Word ММА Awards
- - Лучший боец года 2014 года

Wrestling Observer Newsletter
- - «Бой года» против Исраэля Адесаньи (UFC 236 , 13 апреля)

MMAJunkie
- - Бой месяца, апрель 2019 против Исраэля Адесаньи
  - «Бой года» 2019 против Исраэля Адесаньи

ММА Fighting
- - «Бой года» 2019 против Исраэля Адесаньи

Cageside Press
- - «Бой года» 2019 против Исраэля Адесаньи

## Статистика
| Боёв 31         | Побед 20 | Поражений 10 |
| --------------- | -------- | ------------ |
| Нокаутом        | 6        | 0            |
| Сдачей          | 6        | 3            |
| Решением        | 8        | 7            |
| Не состоявшихся | 1        | 1            |

| Результат    | Рекорд    | Соперник          | Способ                     | Турнир                                                          | Дата            | Раунд | Время | Место                    | Примечание                                                                               |
| ------------ | --------- | ----------------- | -------------------------- | --------------------------------------------------------------- | --------------- | ----- | ----- | ------------------------ | ---------------------------------------------------------------------------------------- |
| Поражение    | 20-10 (1) | Джо Пайфер        | Единогласное решение       | UFC 316                                                         | 6 июня 2025     | 3     | 5:00  | Ньюарк, Нью-Джерси, США  |                                                                                          |
| Победа       | 20-9 (1)  | Даниэль Родригес  | Единогласное решение       | UFC on ABC: Уиттакер vs. Алискеров                              | 22 июня 2024    | 3     | 5:00  | Эр-Рияд, Абу-Даби        | Вернулся в средний вес                                                                   |
| Поражение    | 19-9 (1)  | Шон Брэди         | Сдача (кимура)             | UFC on ESPN: Дариюш vs. Царукян                                 | 2 декабря 2023  | 3     | 1:43  | Остин, Техас, США        | Бой в полусреднем весе                                                                   |
| Победа       | 19-8 (1)  | Крис Кёртис       | Единогласное решение       | UFC 287                                                         | 8 апреля 2023   | 3     | 5:00  | Майями, Флорида, США     | «Лучший бой вечера» (5)                                                                  |
| Поражение    | 18-8 (1)  | Джаред Каннонье   | Единогласное решение       | UFC on ESPN: Каннонье vs. Гастелум                              | 22 августа 2021 | 5     | 5:00  | Лас-Вегас, Невада, США   |                                                                                          |
| Поражение    | 18-7 (1)  | Роберт Уиттакер   | Единогласное решение       | UFC on ESPN: Whittaker vs. Gastelum                             | 17 апреля 2021  | 5     | 5:00  | Лас-Вегас, США           | «Лучший бой вечера» (4)                                                                  |
| Победа       | 18-6 (1)  | Йен Хейниш        | Единогласное решение       | UFC 258                                                         | 14 февраля 2021 | 3     | 5:00  | Лас-Вегас, США           |                                                                                          |
| Поражение    | 17-6 (1)  | Джек Херманссон   | Сдача (скручивание пятки)  | UFC Fight Night: Figueiredo vs. Benavidez 2                     | 19 июля 2020    | 1     | 1:18  | Абу-Даби, ОАЭ            |                                                                                          |
| Поражение    | 17-5 (1)  | Даррен Тилл       | Раздельное решение         | UFC 244                                                         | 2 ноября 2019   | 3     | 5:00  | Нью-Йорк, США            |                                                                                          |
| Поражение    | 17-4 (1)  | Исраэль Адесанья  | Единогласное решение       | UFC 236                                                         | 13 апреля 2019  | 5     | 5:00  | Атланта, США             | Бой за титул временного чемпиона UFC в среднем весе; «Лучший бой вечера» (3)             |
| Победа       | 17-3 (1)  | Роналду Соуза     | Раздельное решение         | UFC 224                                                         | 12 мая 2018     | 3     | 5:00  | Рио-де-Жанейро, Бразилия | «Лучший бой вечера» (2)                                                                  |
| Победа       | 16-3 (1)  | Майкл Биспинг     | KO (удар рукой)            | UFC Fight Night: Bisping vs. Gastelum                           | 25 ноября 2017  | 1     | 2:30  | Шанхай, Китай            | «Выступление вечера» (3)                                                                 |
| Поражение    | 15-3 (1)  | Крис Вайдман      | Сдача (ручной треугольник) | UFC on Fox 25                                                   | 22 июля 2017    | 3     | 3:45  | Юниондейл, США           |                                                                                          |
| Не состоялся | 15-2 (1)  | Витор Белфорт     | ТКО (удары руками)         | UFC Fight Night: Belfort vs. Gastelum                           | 11 марта 2017   | 1     | 3:52  | Форталеза, Бразилия      | «Выступление вечера» (2); Гастелум победил техническим нокаутом, но провалил допинг-тест |
| Победа       | 15-2      | Тим Кеннеди       | TKO (удары руками)         | UFC 206                                                         | 10 декабря 2016 | 3     | 2:45  | Торонто, Канада          | Бой в среднем весе                                                                       |
| Победа       | 14-2      | Джони Хендрикс    | Единогласное решение       | UFC 200                                                         | 9 июля 2016     | 3     | 5:00  | Лас-Вегас, США           | Бой в промежуточном весе 77,7 кг; Хендрикс не сделал вес                                 |
| Поражение    | 13-2      | Нил Магни         | Раздельное решение         | The Ultimate Fighter Latin America 2 Finale: Magny vs. Gastelum | 21 ноября 2015  | 5     | 5:00  | Монтеррей, Мексика       | Бой в полусреднем весе; «Лучший бой вечера» (1)                                          |
| Победа       | 13-1      | Нейт Марквардт    | TKO (остановка углом)      | UFC 188                                                         | 13 июня 2015    | 2     | 5:00  | Мехико, Мексика          | Бой в среднем весе                                                                       |
| Поражение    | 12-1      | Тайрон Вудли      | Раздельное решение         | UFC 183                                                         | 31 января 2015  | 3     | 5:00  | Лас-Вегас, США           | Бой в промежуточном весе 81,6 кг; Гастелум не сделал вес                                 |
| Победа       | 12-0      | Джейк Элленбергер | Сдача (удушение сзади)     | UFC 180                                                         | 15 ноября 2014  | 1     | 4:46  | Мехико, Мексика          | «Выступление вечера» (1)                                                                 |
| Победа       | 11-0      | Нико Мусоке       | Единогласное решение       | UFC Fight Night: Swanson vs. Stephens                           | 28 июня 2014    | 3     | 5:00  | Сан-Антонио, США         | Бой в промежуточном весе 78,4 кг; Гастелум не сделал вес                                 |
| Победа       | 10-0      | Рик Стори         | Раздельное решение         | UFC 171                                                         | 15 марта 2014   | 3     | 5:00  | Даллас, США              |                                                                                          |
| Победа       | 9-0       | Брайан Меланкон   | Сдача (удушение сзади)     | UFC Fight Night: Condit vs. Kampmann 2                          | 28 августа 2013 | 1     | 2:26  | Индианаполис, США        | Дебют в полусреднем весе                                                                 |
| Победа       | 8-0       | Юрая Холл         | Раздельное решение         | The Ultimate Fighter 17: Team Jones vs. Team Sonnen Finale      | 13 апреля 2013  | 3     | 5:00  | Лас-Вегас, США           | Выиграл 17 сезон The Ultimate Fighter                                                    |
| Победа       | 7–0       | Джош Сэмман       | Сдача (удушение сзади)     | The Ultimate Fighter 17: Team Jones vs. Team Sonnen             | 9 апреля 2013   | 1     | 4:03  | Лас-Вегас, Невада, США   | Полуфинал TUF 17                                                                         |
| Победа       | 6-0       | Майк Эшфорд       | TKO (удары руками)         | Rage in the Cage 161                                            | 20 июля 2012    | 1     | 1:57  | Чандлер, США             |                                                                                          |
| Победа       | 5-0       | Билл Смоллвуд     | Сдача (удушение сзади)     | Cage Rage: On the River 2                                       | 7 июля 2012     | 1     | 0:56  | Паркер, США              |                                                                                          |
| Победа       | 4-0       | Майк Джентил      | TKO (удары руками)         | Desert Rage Full Contact Fighting 10                            | 22 октября 2011 | 2     | 2:32  | Юма, США                 |                                                                                          |
| Победа       | 3-0       | Яир Могель        | Сдача (кимура)             | Latin American Warriors 1: Heatwave                             | 16 июля 2011    | 3     | 2:26  | Мехикали, Мексика        |                                                                                          |
| Победа       | 2-0       | Хосе Санчес       | TKO (удары руками)         | Latin American Fighter 1: Border Wars                           | 11 декабря 2010 | 2     | 1:38  | Мехикали, Мексика        |                                                                                          |
| Победа       | 1-0       | Луис Магана       | Сдача (армбар)             | Warrior Championship Fighting 1                                 | 28 марта 2009   | 1     | N/A   | Мехикали, Мексика        |                                                                                          |

### Показательные выступления по ММА
| Результат | Рекорд | Соперник         | Способ                            | Турнир                                           | Дата                          | Раунд | Время | Место          | Примечание              |
| --------- | ------ | ---------------- | --------------------------------- | ------------------------------------------------ | ----------------------------- | ----- | ----- | -------------- | ----------------------- |
| Победа    | 3-0    | Коллин Харт      | Технический нокаут (удары руками) | The Ultimate Fighter: Team Jones vs. Team Sonnen | 26 марта 2013 (дата показа)   | 1     | 0:33  | Лас-Вегас, США | Четвертьфинал TUF 17.   |
| Победа    | 2-0    | Роберт Макдэниел | Сдача (удушение сзади)            | The Ultimate Fighter: Team Jones vs. Team Sonnen | 17 февраля 2013 (дата показа) | 2     | 2:39  | Лас-Вегас, США | Отборочный этап TUF 17. |
| Победа    | 1-0    | Кито Эндрюс      | Единогласное решение              | The Ultimate Fighter: Team Jones vs. Team Sonnen | 22 января 2013 (дата показа)  | 2     | 5:00  | Лас-Вегас, США | Стартовый этап TUF 17.  |